# Schnittblume

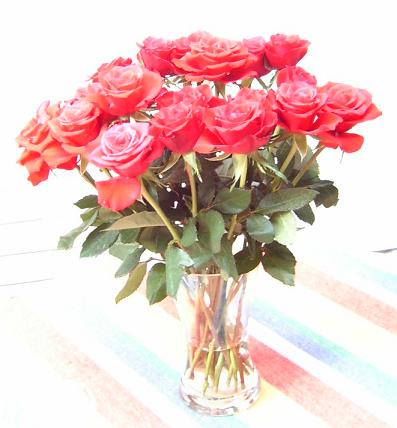
Rosen als Schnittblumen

Schnittblumen sind Blumen, die für die Verwendung in Gestecken, als Blumenstrauß, Bouquet etc. angebaut und vermarktet werden. Schnittblumen dienen der Dekoration und als Geschenk zu besonderen Anlässen.

## Nutzung von Schnittblumen
Die Kunst und das Handwerk des harmonischen Arrangierens von Schnittblumen ist ein Bereich der Floristik.
Bei guter Pflege halten Schnittblumen einige Tage. Um Schnittblumen vor dem raschen Verwelken zu bewahren, werden sie mit ihren Stielen in einen wassergefüllten Behälter gestellt, bis zum Verkauf in der Regel in Eimer, beim Endkunden meist in eine Vase. Um die Haltbarkeit zusätzlich zu erhöhen, dienen Maßnahmen wie frisches Anschneiden der Stiele, schräges Anschneiden der Stiele, Aufbewahren unter möglichst idealer Temperatur, und die Zugabe von Frischhaltemitteln, vor allem Zucker, in das Wasser. Durch Zugabe geringer Mengen Sildenafil-Citrat (Viagra) ins Wasser kann das Verwelken deutlich verzögert werden. Darüber hinaus werden besonders konservierte Blumen verkauft, die beispielsweise mit Glycerin haltbar gemacht werden. Vor allem Rosen wird hierzu Flüssigkeit entzogen und in Form von Glycerin wieder zugesetzt. Derart behandelte Blumen haben eine Haltbarkeit von bis zu drei Jahren.
Zu anderen Nutzungen von Schnittblumen gehören beispielsweise die in Indien beliebten Blumengirlanden.

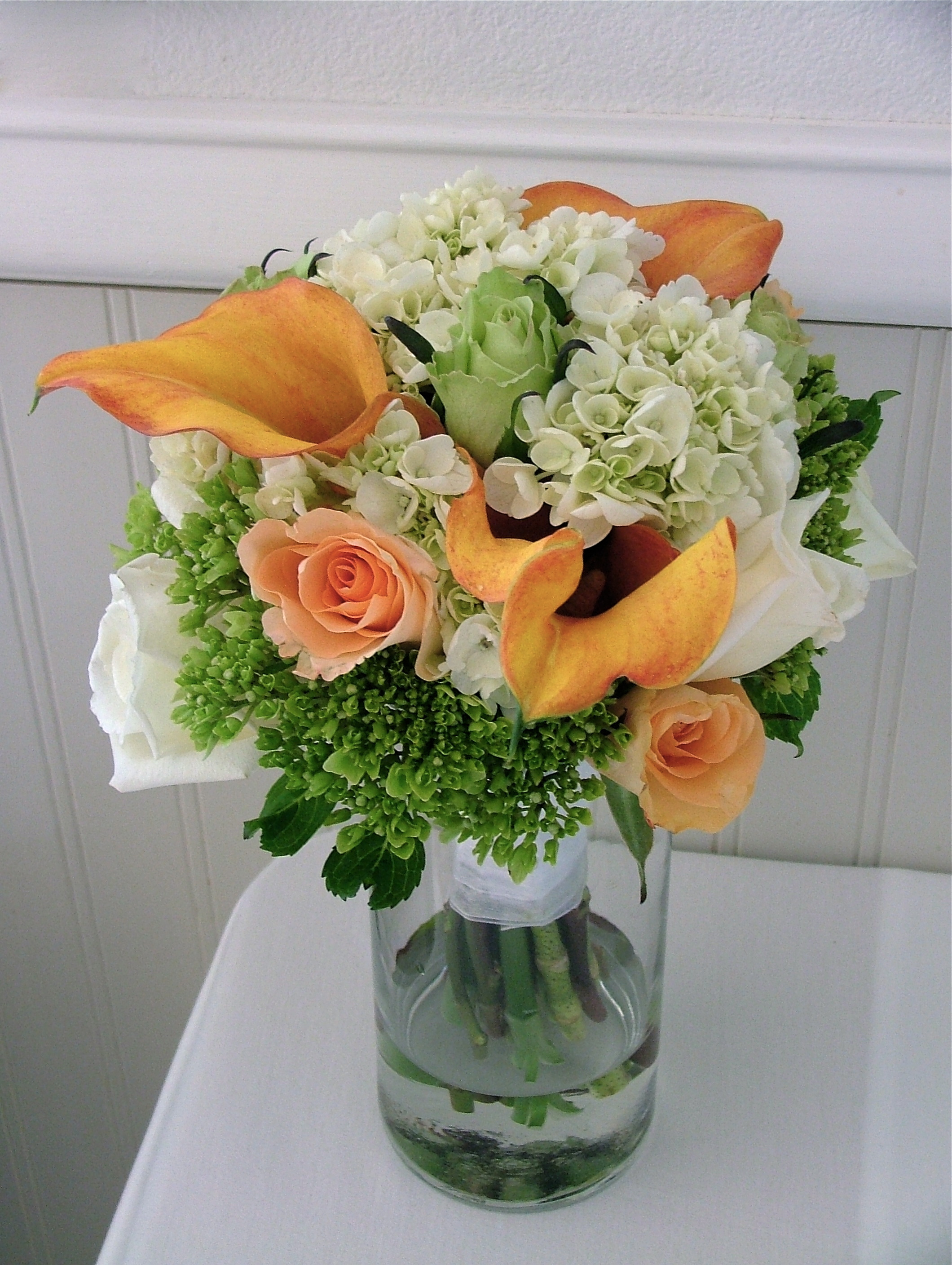
Ein Hochzeitsbouquet mit Rosen, Hortensien und Zantedeschien („Calla“)
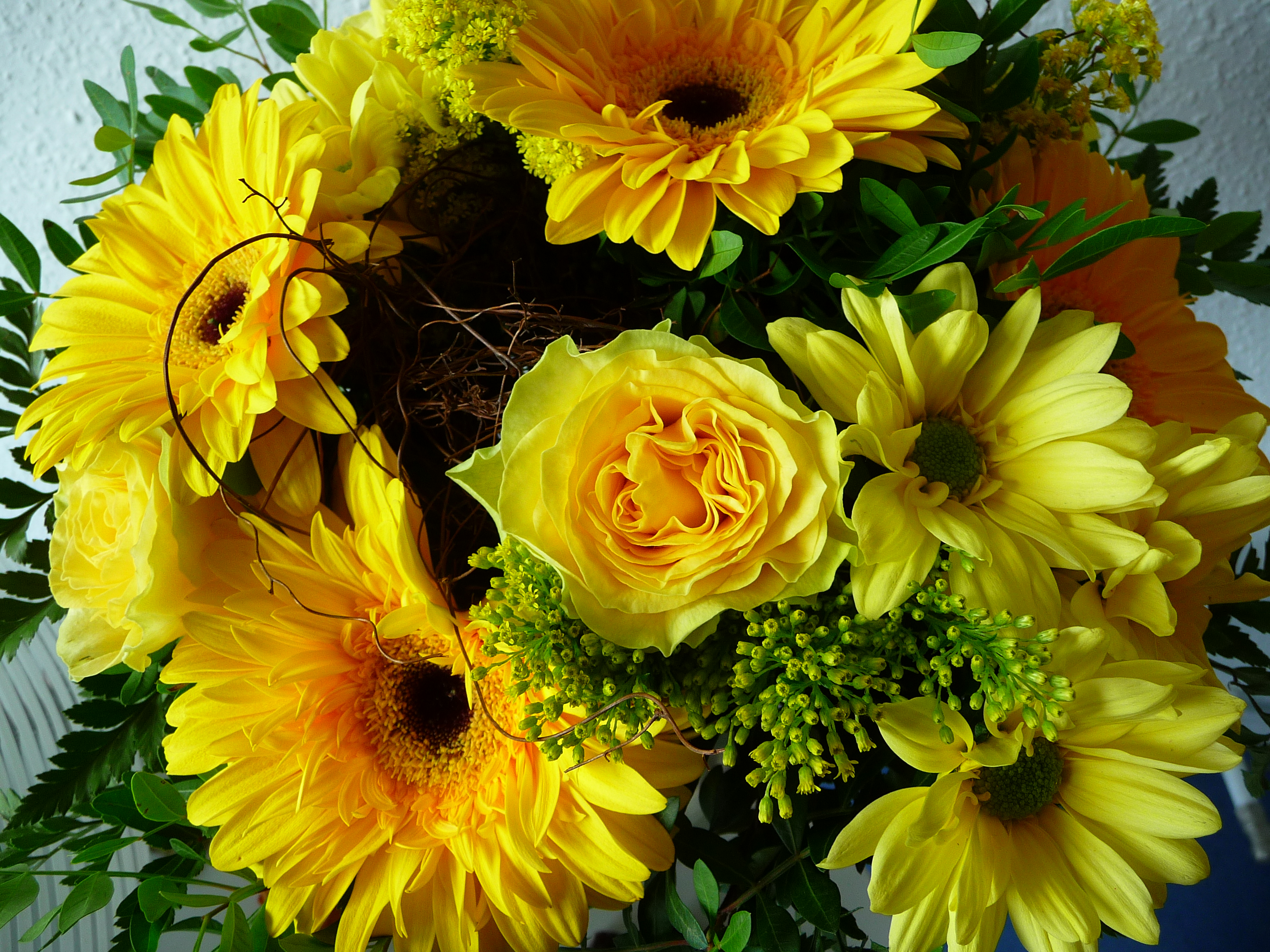
Ein Strauß Ton in Ton mit Rosen und Gerbera
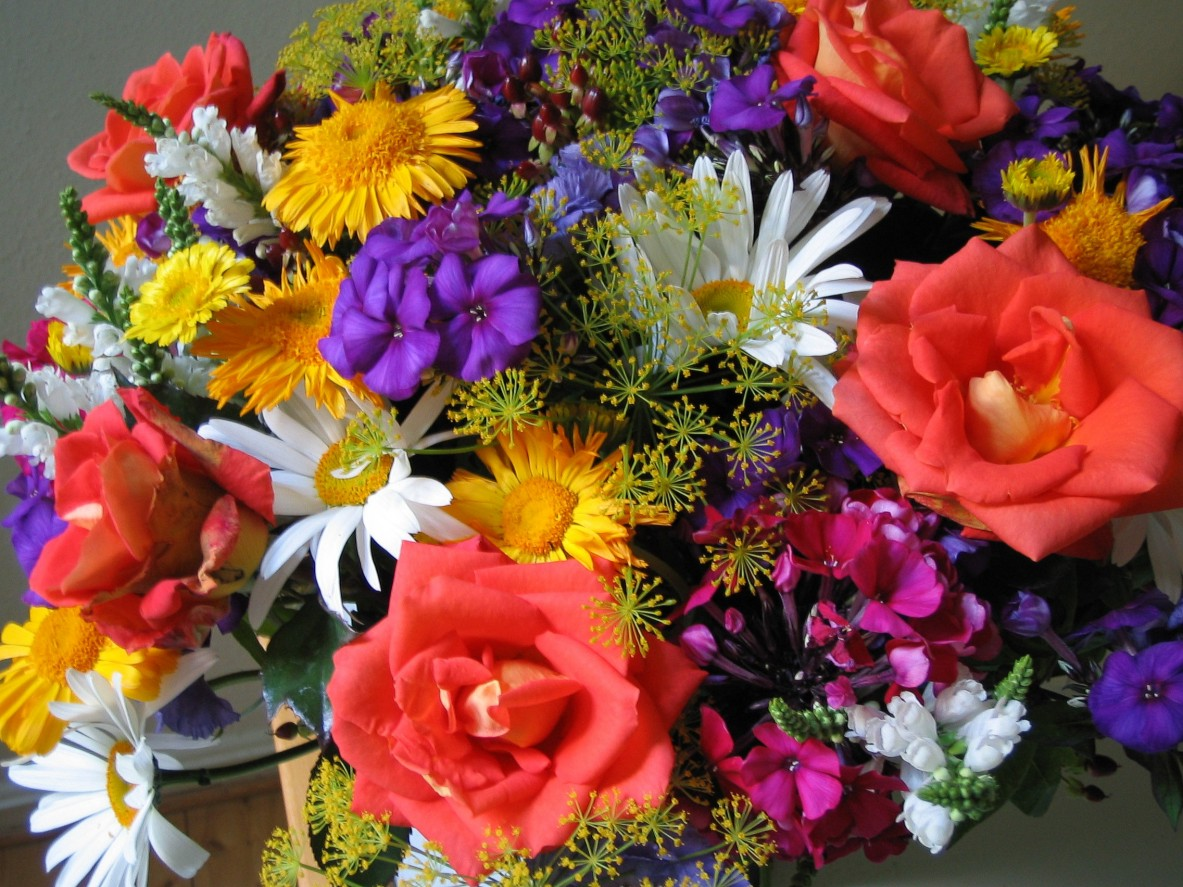
Ein bunter Schnittblumenstrauß
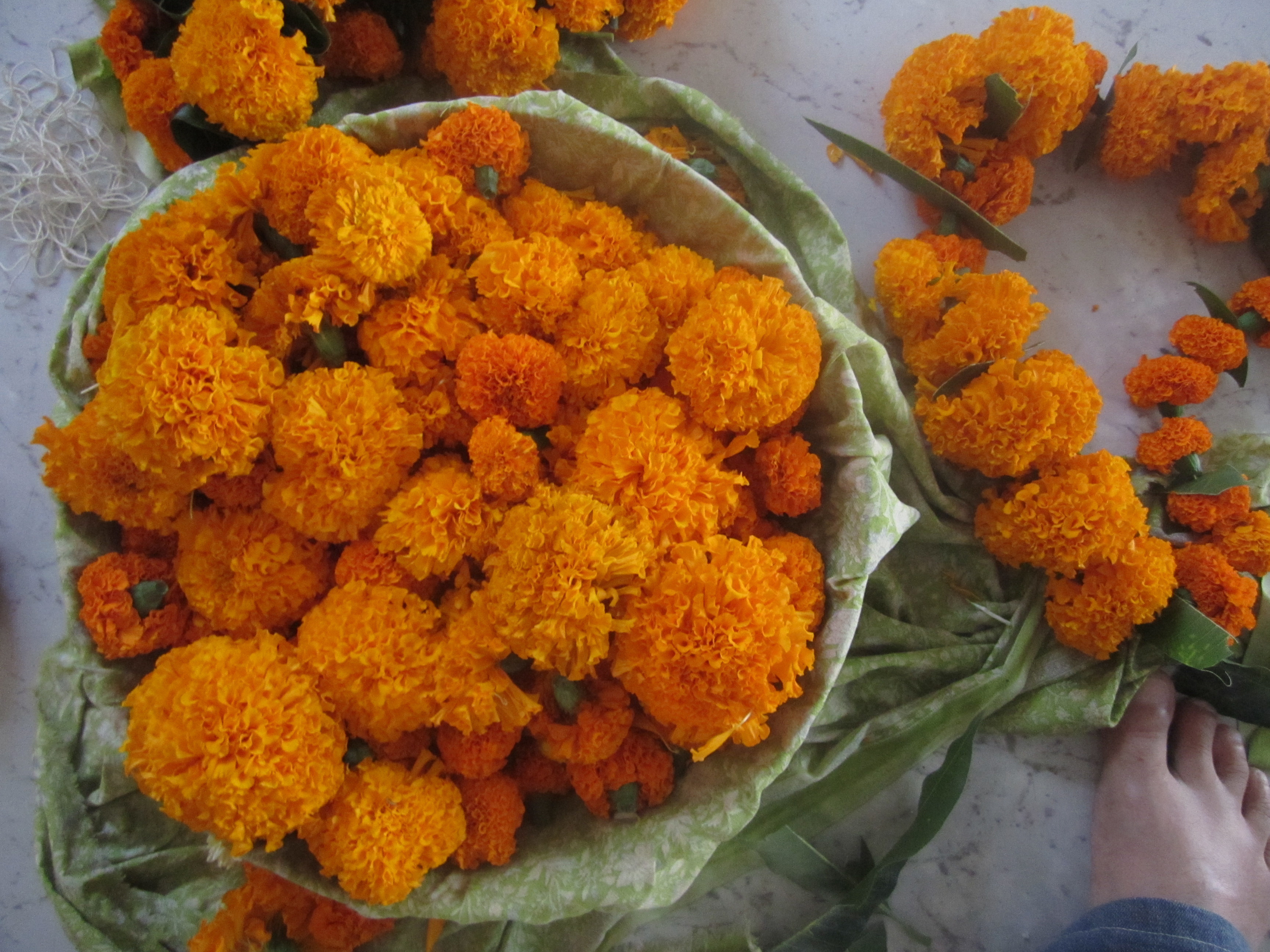
Blumengirlande zum Diwali-Fest
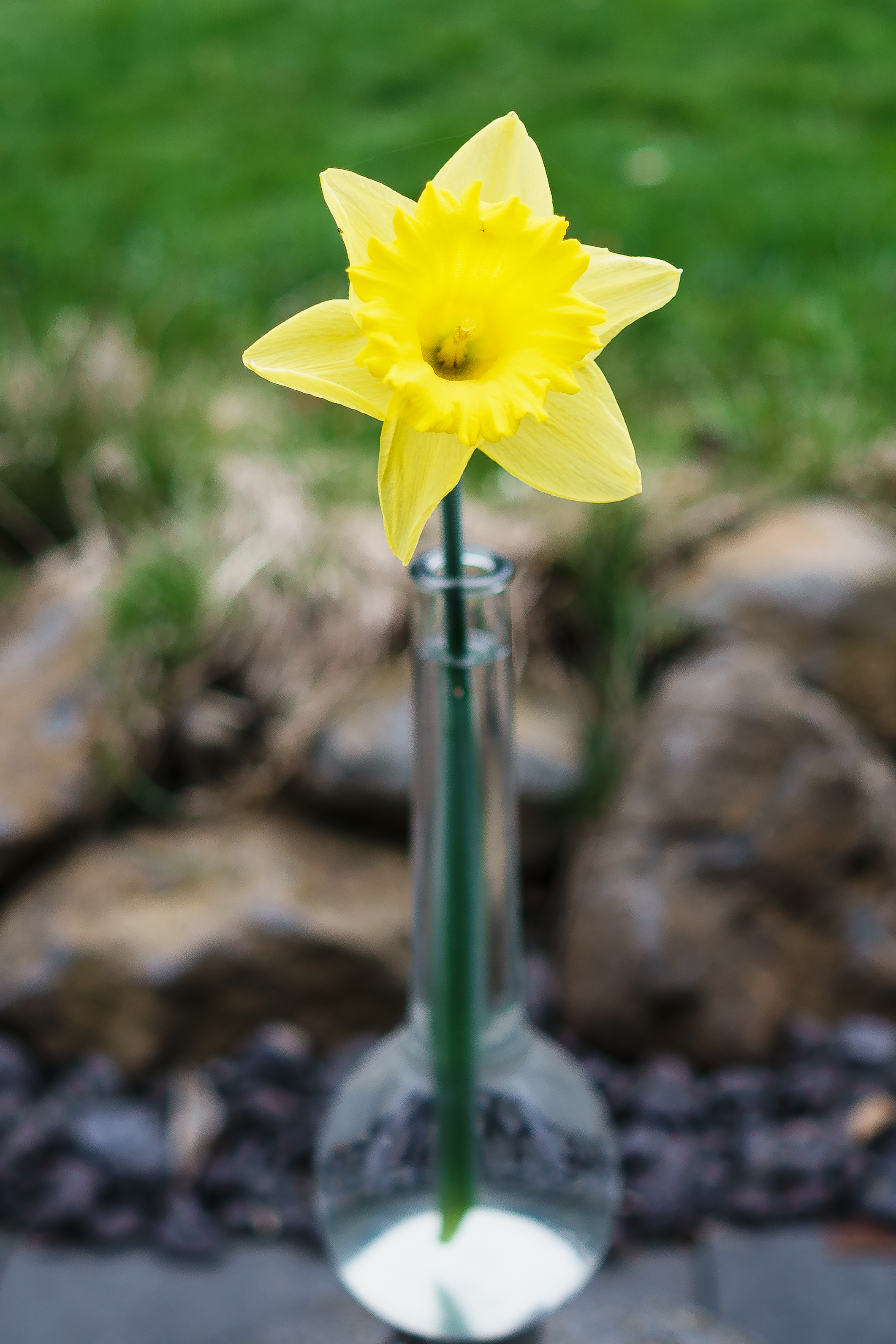
Solitär

## Handel
Der Weltmarkt für Schnittblumen hatte im Jahr 2000 ein Volumen von etwa sieben Milliarden US-Dollar. Der größte Exporteur von Schnittblumen sind die Niederlande – 2011 exportierten die Niederlande Schnittblumen und Topfpflanzen im Wert von 5,243 Milliarden Euro, was gegenüber 2010 einer Zunahme von 1,9 Prozent entspricht.  Auf den Plätzen folgen
- Kolumbien,
- Israel, mit einem Export von etwa 5.000 Tonnen Blumen allein in europäische Länder[4]
- Ecuador, das 2010 für 586 Millionen Dollar Pflanzen exportierte[5]
- Kenia mit einem Export von etwa 60.000 Tonnen Blumen jährlich[6] und
- Spanien.

Weltweit größter Importeur von Schnittblumen ist Deutschland – allein 30 Prozent der in den Niederlanden produzierten Pflanzen werden nach Deutschland verkauft.
Der Umsatz im Gesamtmarkt für Schnittblumen und Zimmerpflanzen als auch Beet- und Balkonpflanzen, Stauden sowie Gehölze betrug 2022 in Deutschland 9 Milliarden Euro. Insbesondere in den vergangenen Jahren stiegen die Umsätze im Online-Blumenversand. Jährlich verdienen Online-Blumenhändler mehr als 300 Millionen Euro durch den Versand von Schnittblumen. Bereits 2012 zählten laut Statista Blumen und DIY-Produkte zu den Top 10 Warengruppen im deutschen E-Commerce
Allein im Jahr 2013 planten 1,4 Millionen Deutsche Schnittblumen zum Muttertag per Internet zu verschicken.

## Kritik
Sowohl die Arbeitsbedingungen als auch die ökologischen Auswirkungen intensiver Blumenproduktion haben Kritik hervorgerufen. Die Zeitschrift Ökotest wies beispielsweise im Mai 2011 eine hohe Pestizid-Belastung bei Schnittblumen aus konventionellem Handel nach. Bis zu 20 verschiedene Pflanzenschutzgifte pro Strauß wurden gefunden. Aus dieser Kritik ging die Schaffung des Flower Label Program (FLP) hervor, durch das sozial und ökologisch verträglich produzierte Blumen im Handel gekennzeichnet werden sollten (siehe auch Fair Trade). Das Programm erreichte keine wirtschaftlich tragfähige Verbreitung und (Stand 2012) ist nicht mehr aktiv. Für nachhaltige Produktion und Verzicht auf Pestiziden wollte auch das Label Fair Flowers Fair Plants (FFP) stehen. Auch dieses Programm konnte keine tragfähige Nachfrage erreichen und stellte 2018 seine Arbeit ein.
Die Slowflower-Bewegung ist ein Zusammenschluss aus „Flowerfarmern“, die ihre Blumen nach Leitlinien wie Verwendung von nachhaltigem Saatgut, Verzicht auf genmanipulierte Pflanzen und Pestizide, Einsatz von Nützlingen und Vermeidung von Plastik anbauen. Die Idee geht auf die Journalistin und Gärtnerin Debra Prinzing zurück, die 2013 in den USA das Buch „Slow Flowers: Four Seasons of Locally Grown Bouquets from the Garden, Meadow and Farm“ herausgab. Mit Stand Februar 2025 gibt es 850 Slowflower Farmer, einige davon auch in Europa. Weiters gibt es in Österreich das Gütesiegel Bioblumen. Einige Mitglieder der Slowflower-Bewegung sind auch biologisch zertifiziert.